# Parietale foramen
Parietal foramen er en åbning for den parietale vena emissaria, der trækkes ind i den superiore sagittale sinus. Sommetider kan en lille forgrening af occipitalarterien også passere igennem den. Den er lokaliseret i bagdelen af pandebenet, tæt på den øvre eller sagittale grænse. Den er ikke altid tilstede, og den varierer meget i størrelse.